# Ігор Гомес
Ігор Сілвейра Гомес (порт. Igor Silveira Gomes; нар. 17 березня 1999, Сан-Жозе-ду-Ріу-Прету) — бразильський футболіст, півзахисник клубу «Атлетіку Мінейру». 
Через стиль гри гравця часто порівнюють з його співвітчизником Кака, який також є вихованцем молодіжної системи «Сан-Паулу».

## Клубна кар'єра
Уродженець Сан-Жозе-ду-Ріу-Прету, Ігор розпочав футбольну кар'єру в молодіжних командах клубів «Америка» (Сан-Жозе-ду-Ріу-Прету) та «Танабі». У віці 14 років став гравцем футбольної академії клубу «Сан-Паулу». На початку 2016 року був переведений в команду до 17 років, а до кінця року — в команду до 20 років. У 2018 році у складі резервної команди «Сан-Паулу» виграв молодіжний Кубок Бразилії. 11 вересня 2018 року продовжив свій контракт з клубом до 2023 року.
26 вересня 2018 року Антоні, Елінью та Ігор Гомес були переведені в першу команду «Сан-Паулу». 26 листопада 2018 року Ігор дебютував в основному складі «триколірних», вийшовши на заміну в матчі проти «Спорт Ресіфі». Вже в сезоні 2019 року гравець почав часто з'являтися на полі. 24 березня 2019 року Гомес двічі забив у переможному матчі проти «Ітуано», який завершився з рахунком 2:1. 
2021 року виграв з командою чемпіонат штату Сан-Паулу.
6 січня 2023 року в статусі вільного агента підписав контракт на чотири роки з клубом «Атлетіку Мінейру».

## Кар'єра у збірній
У складі збірної Бразилії до 20 років Ігор виступив на Турнірі в Тулоні у 2017 році та чемпіонаті Південної Америки 2019 року, зігравши на континентальній першості вісім матчів. За повідомленнями преси, за його виступами на турнірі стежили скаути амстердамського «Аякса».
З олімпійською збірною Бразилії брав участь у Передолімпійському турнірі КОНМЕБОЛ в 2020 році, де зіграв 4 матчі і допоміг команді посісти друге місце та кваліфікуватись на Олімпіаду, втім у заявку на фінальну стадію турніру не потрапив.

## Досягнення
- Чемпіон штату Сан-Паулу: 2021